# 白果鄉 (鄰水縣)
白果鄉，是四川省鄰水縣下轄的一個鄉級行政單位。

## 沿革[1]
1953年3月21日，白果鄉人民政府成立，隸屬第四區(罈同區)公所管辖．1956年1月，白果鄉人民政府改稱白果鄉人民委員會。1958年9月，白果鄉人委改稱白果人民公社。1966年5月文革開始後，白果人民公社工作受到干擾。1967年3月，由公社武裝幹部和群眾代表主持成立了白果人民公社生產辦公室，負責公社日常工作。1968年9月25日，經縣人武部黨委批准，白果人民公社革命委員會成立。
1976年10月粉碎「四人幫」後，白果人民公社的行政組織機構仍然是革命委員會。1981年3月，縣委決定撤銷白果人民公社革委會，建立白果人民公社管委會，管委會設主任、副主任。1981年12月，為在一個地區內公社不重名。達縣地區行署將白果人民公社管委會改為黑灘人民公社管委會。